# 1587 en littérature
| Années de la littérature : 1584 - 1585 - 1586 - 1587 - 1588 - 1589 - 1590    |
| Décennies de la littérature : 1550 - 1560 - 1570 - 1580 - 1590 - 1600 - 1610 |

Cet article présente les faits marquants de l'année 1587 en littérature.

## Événements
- 10 janvier : l'impresario Philip Henslowe s'associe à marchand nommé John Cholmley, un épicier, pour construire à Londres une salle de spectacle circulaire, Rose Theatre, ouverte à l'automne[1].

- 31 octobre : ouverture de la bibliothèque de l'Université de Leyde[2].
- 3 novembre : parti de Bergame en octobre, Le Tasse arrive à Rome via Bologne (25-27 octobre) et après un pèlerinage à Lorette (30 octobre) ; il s'installe chez son ami Scipione Gonzaga, patriarche de Jérusalem[3].

## Parutions
- Deuxième édition des Chronicles of England, Scotland, and Ireland de Raphael Holinshed[4].

- The Æquity of an Humble Supplication (« La Justice d'une humble supplique »), pamphlet de John Penry, est publié à Oxford par Joseph Barnes[5].
- A Mirrour of Monsters, un violent pamphlet contre le théâtre et les acteurs, de William Rankins, est publié à Londres[6].
- Barnabé Brisson, Code du Roy Henry III roy de France et de Pologne, Paris, Chez Féderic Morel, 1587 (présentation en ligne), première édition.

### Fictions
- 1er septembre : « Le Roi Torrismonde » (Re Torrismondo), tragédie de Le Tasse, est imprimé à Bergame[7].

- Historia von D. Johann Fausten, anonyme, est imprimé à Francfort  par Johann Spies ; c'est le livre le plus ancien relatant la légende populaire allemande du récit du docteur Faust[8].
- Les Premices de la Flore, premier recueil de poèmes de Jean Godard[9].
- El Monserrate (« Le Monserrat »), poème narratif de  Cristóbal de Virués[10].
- A Castro (pt) ou Tragédia muy sentida e Elegante de Dona Inês de Castro, tragédie d'António Ferreira, est imprimé à anonymement par Manuel de Lyra à Coimbra[11].